# Oak Island
Oak Island – miasto w Stanach Zjednoczonych, w stanie Karolina Północna, w hrabstwie Brunswick.